# Vanua Lava
Vanua Lava – druga pod względem wielkości wyspa archipelagu Wysp Banksa w prowincji Torba na Vanuatu. Większa od niej jest tylko wyspa Gaua. Wyspa jest położona około 120 kilometrów na północny wschód od Espiritu Santo i na północ od Gaua. Powierzchnia wyspy to ok. 314 km². Vanua Lava jest zamieszkiwana przez 2623 osoby (2009 r.).   

## Geografia
Wyspa ma ok. 25 km na osi północ-południe i ok. 20 na osi wschód-zachód. Vanua Lava ma dwa naturalne porty: Port Patterson na wschodzie i Vureas Bay na południowym zachodzie. Na wyspie znajduje się aktywny wulkan Mount Suretamate o wysokości 921 metrów; ostatnia duża erupcja miała miejsce w latach 1965-1966. Na wschodniej stronie wyspy położone są wysepki Kwakea i Ravenga, z kolei na zachodzie położona jest zatoka Waterfall Bay.

## Historia
Europejczycy odkryli Vanua Lavę w dniach 25-29 kwietnia 1606 roku podczas hiszpańskiej ekspedycji pod dowództwem Pedro Fernándeza de Quirós. Wyspa została nazwana Portal de Belén czyli Stajenka (szopka) betlejemska.
Następnie eksplorował ją nowozelandzki biskup George Augustus Selwyn w 1859. 

## Administracja i gospodarka
Stolicą stanu Torba jest miasto Sola, które jest położone na wschodniej stronie wyspy przy Port Patterson. Na wyspie znajduje się lotnisko Vanua Lava (kod IATA: SLH), do którego trzy razy w tygodniu przylatują samoloty linii Air Vanuatu. Ponadto na wyspie jest tylko jedna droga i zaledwie kilka samochodów. 
Głównym produktem eksportowym jest kopra. Wcześniej na Mount Suretamate eksploatowano złoża wyjątkowo czystej siarki.

## Języki
Na wyspie mówi się pięcioma językami: vurës ok. 2000 użytkowników, mwotlap i vera’a ok. 500, ponadto dwoma wymierającymi: mwesen – z 10 i lemerig – z dwiema osobami posługującymi się tymi językami. Wszystkie te języki należą do grupy wschodnich języków Vanuatu, a te do języków wschodniofidżyjsko-polinezyjskich.